# Sternarchorhynchus curumim
Espèce
Sternarchorhynchus curumim est une espèce de poissons gymnotiformes de la famille des Apteronotidae.

## Distribution
Cette espèce est endémique de l'Amazonas au Brésil, elle ne se rencontre que dans le rio Tefé dans le bassin de l'Amazone.

## Description
C'est un poisson électrique.

## Référence
- de Santana & Crampton, 2006 : Sternarchorhynchus curumim (Gymnotiformes: Apteronotidae), a new species of tube-snouted ghost electric knifefish from the lowland Amazon basin, Brazil. Zootaxa, n. 1166, p. 57-68.